# Cesare Bonizzi
Cesare Bonizzi OFMCap. (ur. 15 marca 1946, zm. 19 listopada 2024), znany również jako Frate Cesare i Fratello Metallo ("Brat Metal") – włoski zakonnik należący do zakonu kapucynów. Założyciel i wokalista zespołu heavymetalowego o nazwie Fratello Metallo.

## Życiorys
Bonizzi urodził się w 1946 r. w Offanengo w północnych Włoszech. Do 29 roku życia pracował jako fryzjer, spawacz i wojskowy. Wstąpił do zakonu w 1975 i podjął pracę misjonarską w Wybrzeżu Kości Słoniowej. Po powrocie do Włoch przyjął święcenia kapłańskie w 1983. Od 1990 zaczął interesować się możliwością wykorzystania muzyki do kontemplacji i nabożeństwa, wydając kilka albumów z muzyką w różnych gatunkach – od new age do rocka. Zainteresował się heavy metalem po zobaczeniu koncertu zespołu Metallica. Według niego metal jest najbardziej energicznym, pełnym życia, głębokim i prawdziwym muzycznym językiem, jaki zna. W ostatnich latach życia mieszkał w klasztorze w Musocco, dzielnicy Mediolanu.

## Muzyka
Jego utwory heavymetalowe można znaleźć wyłącznie na najnowszym albumie zespołu Fratello Metallo o nazwie Misteri, który został wydany w 2008. Wcześniej Bonizzi wydał wiele płyt z różnymi gatunkami muzycznymi. Twierdzi, że do "przerzucenia się" na muzykę metalową zainspirowała go twórczość takich zespołów jak Megadeth i Metallica. Obecnie jego zespół gra mocny, ciężki metal. Sam Bonizzi opisuje swoją obecną muzykę jako muzykę mocną i równocześnie delikatną. To piękny, prawdziwy metal, metal dla każdego. Wystąpił w latach 2005 i 2006 na największym włoskim festiwalu metalowym Gods of Metal obok takich zespołów jak Iron Maiden czy Slayer. W roku 2008 na tym samym festiwalu przedstawił swój nowy gatunek muzyczny będący kombinacją rocka i metalu, który nazwał "metrockiem".
Zespół Fratello Metallo gra głównie covery pieśni religijnych, ale tworzy również własne utwory dotyczące m.in. takich tematów jak seks i alkohol. Teksty utworów mają często przekaz dydaktyczny np. alkohol początkowo rozgrzewa serca, lecz ostatecznie niszczy wątrobę.
Brat Cesare stwierdził w wywiadzie, że nie zamierza poprzez swoją muzykę nawracać ludzi, twierdząc, że heavy metal nie jest do tego odpowiednim narzędziem. Przyznaje, że jego powołaniem jest nakłonienie ludzi, by żyli pełnią życia, cieszyli się nim i smakowali je.
W połowie listopada 2009 o. Cesare Bonizzi ogłosił zakończenie swojej działalności jako Fratello Metallo, jako powód podając zbyt wielki rozgłos, jaki zrobił się wokół jego osoby.

## Dyskografia
- Come Fiamma
- Droghe
- Primi Passi
- Straordinariamente Ovvio
- Maria e Noi
- Francesco Come Noi
- Credo
- Il LA Cristiano
- Vie Crucis
- Misteri